# Esther Scheenaard
Esther Scheenaard (8 april 1982) is een Nederlands ex-voetballer die onder meer speelde voor ADO Den Haag in de Eredivisie Vrouwen.

## Clubcarrière
Scheenaard begon met voetballen bij RKAVV uit Leidschendam. In 2008 maakte ze de overstap naar ADO Den Haag dat op dat moment begint aan de nieuwe Eredivisie Vrouwen. In seizoen 2011/12 begon ze alweer aan haar vierde seizoen bij ADO en werd ze landskampioen met de club en won ze de beker. Hierna zette ze een punt achter haar carrière.

## Erelijst
ADO Den Haag
- Landskampioen: 1

2011/12
- KNVB beker: 1

2011/12

## Statistieken
| Seizoen | Club         | Land      | Competitie | Wedstrijden | Doelpunten |
| ------- | ------------ | --------- | ---------- | ----------- | ---------- |
| 2008/09 | ADO Den Haag | Nederland | Eredivisie | 23          | 2          |
| 2009/10 | ADO Den Haag | Nederland | Eredivisie | 19          | 0          |
| 2010/11 | ADO Den Haag | Nederland | Eredivisie | 9           | 0          |
| 2011/12 | ADO Den Haag | Nederland | Eredivisie | 9           | 0          |